# The Bollywood Boyz
The Bollywood Boyz são uma dupla de luta livre profissional composta pelos irmãos Gurv Sihra e Harv Sihra. Eles atualmente trabalham na WWE no programa SmackDown sob o nome The Singh Brothers.

## Na luta livre
- Movimentos de finalização
  - Double superkick
- Movimentos secundários de Gurv
  - Spinning heel kick

- Temas de entrada
  - "Mundian To Bach Ke" por Panjabi MC
  - "Haishaba" por Lekha Rathnakumar e Veilumuth Chitralekha
  - "Bollywood Breakdown" por CFO$ (WWE; 29 de novembro de 2016-presente)
  - "Sher (Lion)" por Jim Johnston (WWE; 18 de abril de 2017 – presente) (usado enquanto acompanham Jinder Mahal)

## Títulos e prêmios
- Elite Canadian Championship Wrestling
  - ECCW Tag Team Championship (5 vezes)[1]
- Global Force Wrestling
  - GFW Tag Team Championship (1 vez)[2]
  - Torneio do GFW Tag Team Championship (2015)[2]
- Pro Wrestling Illustrated
  - PWI colocou o Gurv #409 dos 500 melhores lutadores de singles no PWI 500 em 2016[3]
  - PWI colocou o Harv #405 dos 500 melhores lutadores de singles no PWI 500 em 2016[3]
- Real Canadian Wrestling
  - RCW Tag Team Championship (1 vez)[4]
- Ring Ka King
  - RKK Tag Team Championship (1 vez)[5]